# Miquel Colom i Cardany
Miquel Colom i Cardany (Valls, 1887 - 1936) fou un advocat i polític català, diputat a les Corts Espanyoles durant la restauració borbònica.
Fou diputat pel Partit Conservador (fracció d'Antoni Maura) pel districte de Valls a les eleccions generals espanyoles de 1919. En esclatar la guerra civil espanyola era regidor de l'ajuntament de Madrid; fou arrestat per milicians del Comitè local de Milícies Antifeixistes i assassinat. El 1941 fou declarat fill il·lustre de Valls.